# Linda Caicedo
Linda Caicedo (Santiago de Cali, 22 de febrer de 2005) és una futbolista colombiana que juga com a davantera al Reial Madrid de la Primera divisió espanyola.
Amb 14 anys, va debutar com a professional el 2019 en la Lliga Femenina, sent la golejadora i campiona amb Amèrica de Cali, club del qual va eixir per a fitxar amb Deportivo Cali, amb el qual va obtindre el seu segon títol nacional en 2021. En la seua participació en la copa Amèrica 2022 amb la selecció de Colòmbia va ser elegida com la millor jugadora del certamen. El 2023, va rebre de la revista Tuttosport el Premi Golden Girl.